# Antoine Cornil
Antoine Cornil est un joueur belge de volley-ball né le 2 février 1998. Il joue au poste de réceptionneur-attaquant.

## Palmarès

### Clubs
Coupe de Belgique:
- 2018, 2019[1], 2020

Championnat de Belgique:
- 2018, 2019

Supercoupe de Belgique:
- 2018, 2019[2]